# Norman Brookes
Pour les articles homonymes, voir Brookes.
Sir Norman Everard Brookes (né le 14 novembre 1877 à Melbourne et décédé le 28 septembre 1968 à South Yarra) est un joueur de tennis australien.
Il a remporté trois titres du Grand Chelem en simple et quatre en double.
Il a fait partie du Corps expéditionnaire britannique en Égypte pendant la Première Guerre mondiale.
Son jeu se distingue notamment par un service avec beaucoup d'effets, toujours suivi au filet par des volées longues et précises. Son coup droit est très lifté et son revers reste son point faible.
Il est membre du International Tennis Hall of Fame depuis 1977.

## Palmarès (partiel)

### Titres en simple messieurs
|   | Date       | Nom et lieu du tournoi                | Catégorie    | Surface | Finaliste       | Score         | Tableau |
| - | ---------- | ------------------------------------- | ------------ | ------- | --------------- | ------------- | ------- |
| 1 | 24/06/1907 | The Championships, Wimbledon          | Grand Chelem | Gazon   | Arthur Gore     | 6-4, 6-2, 6-2 | Tableau |
| 2 | 21/11/1911 | Australasian Championships, Melbourne | Grand Chelem | Gazon   | Horace Rice     | 6-1, 6-2, 6-3 | Tableau |
| 3 | 22/06/1914 | The Championships, Wimbledon          | Grand Chelem | Gazon   | Anthony Wilding | 6-4, 6-4, 7-5 | Tableau |

### Finales de simple perdues
|   | Date       | Nom et lieu du tournoi       | Catégorie    | Surface | Vainqueur             | Score         | Tableau |
| - | ---------- | ---------------------------- | ------------ | ------- | --------------------- | ------------- | ------- |
| 1 | 26/06/1905 | The Championships, Wimbledon | Grand Chelem | Gazon   | Hugh Lawrence Doherty | 8-6, 6-2, 6-4 | Tableau |
| 2 | 23/06/1919 | The Championships, Wimbledon | Grand Chelem | Gazon   | Gerald Patterson      | 6-3, 7-5, 6-2 | Tableau |

### Titres en double messieurs
|   | Date       | Nom et lieu du tournoi               | Catégorie    | Surface | Partenaire       | Finalistes                       | Score                   | Tableau |
| - | ---------- | ------------------------------------ | ------------ | ------- | ---------------- | -------------------------------- | ----------------------- | ------- |
| 1 | 24/06/1907 | The Championships Wimbledon          | Grand Chelem | Gazon   | Anthony Wilding  | Karl Howell Behr Beals Wright    | 6-4, 6-4, 6-2           | Tableau |
| 2 | 22/06/1914 | The Championships Wimbledon          | Grand Chelem | Gazon   | Anthony Wilding  | Herbert Barrett Charles Dixon    | 6-1, 6-1, 5-7, 8-6      | Tableau |
| 3 | 26/08/1919 | US National Champ’s Forest Hills     | Grand Chelem | Gazon   | Gerald Patterson | Bill Tilden Vincent Richards     | 8-6, 6-3, 4-6, 4-6, 6-2 | Tableau |
| 4 | 19/01/1924 | Australasian Championships Melbourne | Grand Chelem | Gazon   | James Anderson   | Gerald Patterson Pat O'Hara Wood | 6-2, 6-4, 6-3           | Tableau |

### Finales en double messieurs
|   | Date       | Nom et lieu du tournoi               | Catégorie    | Surface | Vainqueurs                   | Partenaire   | Score         | Tableau |
| - | ---------- | ------------------------------------ | ------------ | ------- | ---------------------------- | ------------ | ------------- | ------- |
| 1 | 21/11/1911 | Australasian Championships Melbourne | Grand Chelem | Gazon   | Rodney Heath Randolph Lycett | J.J. Addison | 6-2, 7-5, 6-0 | Tableau |

### Titres en double mixte
Aucun

### Finales en double mixte
Aucune

## Récompenses et hommages
En 1928, le président du Racing Club de France Pierre Gillou lui remet la croix de Chevalier dans l'Ordre national de la Légion d'honneur en remerciements de l'accueil fait aux joueurs français lors de leur tournée en Australie, en sa qualité de président de la Fédération australienne de tennis.
Le trophée masculin de l'Open d'Australie est nommé Norman Brookes Challenge Cup.